# Pazarsuyu Deresi
Der Pazarsuyu Deresi ist ein Fluss zum Schwarzen Meer im Norden der Türkei.
Der Pazarsuyu Deresi entspringt am Westhang des Karagöl Tepesi im westlichen Teil des Giresun Dağları, eines Gebirgszugs des Ostpontischen Gebirges, in der Provinz Ordu. Der Fluss überquert nach wenigen Kilometern die Grenze zur Provinz Giresun und durchfließt den Landkreis Bulancak in nördlicher Richtung. Dabei passiert er die Ortschaften Aydındere und Kovanlık. Schließlich mündet er 3 km westlich der Stadt Bulancak ins Meer.
Der Fluss hat eine Länge von 92 km.